# Lijst van voetbalinterlands Noord-Korea - Tadzjikistan
Deze lijst van voetbalinterlands geeft een overzicht van alle officiële voetbalinterlands tussen de nationale teams van Noord-Korea en Tadzjikistan. De landen hebben tot op heden zes keer tegen elkaar gespeeld. De eerste ontmoeting, een halve finale van de AFC Challenge Cup 2008, werd gespeeld in Haiderabad (India) op 7 augustus 2008. Het laatste duel, een vriendschappelijke wedstrijd, vond plaats op 19 juli 2019 in Ahmedabad (India).

## Wedstrijden
| № | Plaats     | Datum            | Competitie                 | Wedstrijd                  | Uitslag |
| - | ---------- | ---------------- | -------------------------- | -------------------------- | ------- |
| 1 | Haiderabad | 7 augustus 2008  | AFC Challenge Cup 2008     | Noord-Korea − Tadzjikistan | 0 − 1   |
| 2 | Pyongyang  | 6 september 2011 | WK 2014 kwalificatie       | Noord-Korea − Tadzjikistan | 1 − 0   |
| 3 | Choedzjand | 29 februari 2012 | WK 2014 kwalificatie       | Tadzjikistan − Noord-Korea | 1 − 1   |
| 4 | Kathmandu  | 11 maart 2012    | Azië Cup 2015 kwalificatie | Tadzjikistan − Noord-Korea | 0 − 2   |
| 5 | Ahmedabad  | 15 juli 2019     | Vriendschappelijk          | Noord-Korea − Tadzjikistan | 1 − 0   |
| 6 | Ahmedabad  | 19 juli 2019     | Vriendschappelijk          | Tadzjikistan − Noord-Korea | 0 − 1   |

## Samenvatting
| Competitie            | Totaal gespeeld | Winst Noord-Korea | Gelijk | Winst Tadzjikistan | Doelsaldo Noord-Korea – Tadzjikistan |
| --------------------- | --------------- | ----------------- | ------ | ------------------ | ------------------------------------ |
| WK-kwalificatie       | 2               | 1                 | 1      | 0                  | 2 – 1                                |
| Azië Cup-kwalificatie | 1               | 1                 | 0      | 0                  | 2 − 0                                |
| AFC Challenge Cup     | 1               | 0                 | 0      | 1                  | 0 – 1                                |
| Vriendschappelijk     | 2               | 2                 | 0      | 0                  | 2 − 0                                |
| Totaal                | 6               | 4                 | 1      | 1                  | 6 – 2                                |

DPR Korean Football Association · A-internationals · Selecties · Bondscoaches · Noord-Koreaans vrouwenelftal · Noord-Korea U21 · Noord-Korea U20 · Noord-Korea U19 · Noord-Korea U18 · Noord-Korea U17
1959 – 1969 · 
1970 – 1979 · 
1980 – 1989 · 
1990 – 1999 · 
2000 – 2009 · 
2010 – 2019
AC 1980 ·
AC 1992 ·
AC 2011 ·
AC 2015
WK 1966 ·
WK 2010
OS 1964 ·
OS 1976
1959 ·
1960 ·
1961–1964 · 
1965 ·
1966 ·
1967–1972 · 
1973 ·
1974 ·
1975 ·
1976 ·
1977 · 
1978 ·
1979 ·
1980 ·
1981 ·
1982 ·
1983–1984 · 
1985 ·
1986 ·
1987 · 
1988 ·
1989 ·
1990 ·
1991 ·
1992 ·
1993 ·
1994–1997 · 
1998 ·
1999 ·
2000 ·
2001 ·
2002 ·
2003 ·
2004 ·
2005 ·
2006 · 
2007 ·
2008 ·
2009 ·
2010 ·
2011 ·
2012 ·
2013 ·
2014 ·
2015 ·
2016 ·
2017
Afghanistan ·
Australië · 
Bahrein · 
Bangladesh · 
Bolivia · 
Brazilië · 
Bulgarije ·
Burkina Faso ·
Cambodja · 
Canada · 
Chili · 
China · 
Congo-Brazzaville · 
Egypte · 
Filipijnen · 
Finland · 
Griekenland · 
Guam · 
Guinee ·
Hongkong · 
India · 
Indonesië · 
Irak · 
Iran · 
Italië · 
Ivoorkust · 
Japan · 
Jemen · 
Jordanië · 
Kazachstan · 
Kirgizië · 
Koeweit · 
Letland · 
Libanon · 
Macau · 
Maleisië · 
Mali · 
Mexico · 
Mongolië · 
Myanmar · 
Nepal · 
Nigeria · 
Noorwegen · 
Oezbekistan · 
Oman · 
Pakistan ·
Palestina · 
Paraguay ·
Polen · 
Portugal · 
Qatar · 
Saoedi-Arabië · 
Singapore · 
Sovjet-Unie · 
Sri Lanka · 
Syrië · 
Tadzjikistan · 
Taiwan · 
Thailand · 
Turkmenistan · 
Venezuela · 
Verenigde Arabische Emiraten · 
Verenigde Staten · 
Vietnam · 
Zambia · 
Zuid-Afrika · 
Zuid-Korea · 
Zweden
Ivoorkust (2010) ·
TFF · A-internationals · Tadzjieks vrouwenelftal
1994 – 1999 ·
2000 – 2009 ·
2010 – 2019 ·
2020 − 2029
Afghanistan ·
Australië ·
Azerbeidzjan ·
Bahrein ·
Bangladesh ·
Bhutan ·
Brunei ·
Cambodja ·
China ·
Estland ·
Filipijnen ·
Guam ·
Hongkong ·
India ·
Irak ·
Iran ·
Japan ·
Jemen ·
Jordanië ·
Kazachstan ·
Kirgizië ·
Koeweit ·
Libanon ·
Macau ·
Malediven ·
Maleisië ·
Mongolië ·
Myanmar ·
Nepal ·
Noord-Korea ·
Oeganda ·
Oezbekistan ·
Oman ·
Pakistan ·
Palestina ·
Qatar ·
Rusland ·
Saoedi-Arabië ·
Singapore ·
Sri Lanka ·
Syrië ·
Thailand ·
Trinidad en Tobago ·
Turkmenistan ·
Verenigde Arabische Emiraten ·
Vietnam ·
Wit-Rusland ·
Zuid-Korea